# Сташевська Анастасія Петрівна
Сташевська Анастасія Петрівна (17.10.1921, Велика Медведівка Красилівський район - 10.04 2008 р.) — Герой Соціалістичної Праці.
Чотирнадцятирічною дівчинкою Сташевська А. П. прийшла на роботу в колгоспну ланку по вирощуванні цукрових буряків, а вже через рік перейшла працювати на ферму с. Красівка.
В 1956 році пішла працювати дояркою в радгосп ім. Горького смт. Антоніни. З року в рік підвищувала своє вміння, з троку в рік росли надої молока. В 1963 році від кожної з 19 - ти корів надоїла по 3395 кг. молока, а в 1964 році; — по 3682 кг. 1965 року від 21 - ї корови — по 4995 кг. За сім років Анастасія Петрівна надоїла  527 тонн молока. 
Неодноразово була учасницею Виставки досягнень народного господарства у Москві. Найвищих результатів досягла в 1966 році - надоїла від кожної корови по 5 тис. кілограмів молока.
Указом Президії Верховної Ради СРСР від 22 березня 1966 року Анастасії Петрівни Сташевській за видатні результати у збільшенні виробництва сільськогосподарської продукції  присвоєно високе звання Героя Соціалістичної Праці з врученням найвищої нагороди - ордена Леніна та медалі "Золота зірка". А. П. Сташевська невтомно пропрацювала в племгоспі 31 рік, добиваючись високих надоїв.
У січні 1984 року Красилівский райвиконком, райком профспілки сільського господарства запровадили кубок імені Героя Соціалістичної Праці, колишньої доярки, жительки смт. Антоніни Л. П. Сташевської.